# 百鬼夜行——陽
《百鬼夜行——陽》是講談社出版的京極夏彥所著的恐怖小說集。以百鬼夜行系列的《姑獲鳥之夏》至《鵼之碑》中的登場人物為主角的外傳故事。

## 發行信息
| 出版者   | 出版日期     | 媒介                 | 頁數  | 書籍編碼           | 譯者 |
| -------- | ------------ | -------------------- | ----- | ------------------ | ---- |
| 文藝春秋 | 2012年3月    | 单行本               | 605頁 | ISBN 9784163812304 |      |
| 文春文庫 | 2015年1月5日 | 文庫版               | 607頁 | ISBN 9784167902735 |      |
| 獨步文化 | 2015年6月2日 | 繁體中文版（平裝書） | 392頁 | ISBN 9789865651275 |      |

## 概要

### 青行燈
- 原題：
- 《陰摩羅鬼之瑕》的外傳（《ALL讀物》（文藝春秋）2001年1月號 刊載）

- 登場人物：平田 謙三（Hirata Kenzou）

### 大首
- 原題：
- 《陰摩羅鬼之瑕》、《邪魅之雫》的外傳（《小說現代》（講談社）2003年5月號 刊載）

- 登場人物：大鷹 篤志（Ootaka Atsushi）

### 屏風闚
- 原題：
- 《絡新婦之理》的外傳（《ALL讀物》（文藝春秋）2009年5月號 刊載）

- 劇情簡介

我自幼就沉迷於家中的一對豪華絢爛的屏風，只要有機會就會一直盯著屏風看。可是在我十一歲時，發現有漆黑之物越過屏風，窺看著我。從此，我再無法擺脫它，人生一路沉淪……
- 登場人物：多田 麻紀（Tada Maki）

### 鬼童
- 原題：
- 《邪魅之雫》的外傳（《ALL讀物》（文藝春秋）2009年11月號 刊載）

- 登場人物：江藤 徹也（Etou Tetsuya）

### 青鷺火
- 原題：
- 《狂骨之夢》的外傳（豆本《青鷺火》（講談社·2007年））

- 劇情簡介

有人說每隻鳥都代表一個離世之人，那麼深夜在外大聲啼叫的青鷺是我那年紀輕輕就死去的無緣妻子嗎？
- 登場人物：宇多川 崇（Udagawa Takashi）

### 墓之火
- 原題：
- 《鵼之碑》的外傳（《ALL讀物》（文藝春秋）2010年2月號 刊載）

- 劇情簡介

多年前父親意外跌落懸崖死亡。多年過後，我才真正感受到父親的死帶來的失落。為了找出父親發生意外的原因，我動身前往事情發生地點，卻在那裡看見了無法解釋的奇妙物品……
- 登場人物：寒川 秀巳（Samukawa Hidemi）

### 青女房
- 原題：
- 《魍魎之匣》的外傳（《ALL讀物》（文藝春秋）2010年6月號 刊載）

- 登場人物：寺田 兵衛（Terada Hyoue）

### 雨女
- 原題：
- 《邪魅之雫》的外傳（《ALL讀物》（文藝春秋）2011年1月號 刊載）

- 登場人物：赤木 大輔（Etou Tetsuya）

### 蛇帶
- 原題：
- 《鵼之碑》的外傳（《ALL讀物》（文藝春秋）2011年11月號 刊載）

- 劇情簡介

我自小就害怕蛇，就連和蛇形相似的長形物體，我都無法忍受。
但我卻始終找不到箇中緣由，直到朋友的一個提示，我才發現童年的一個秘密，似乎就是我的恐懼來源……
- 登場人物：櫻田 登和子（Sakurada Towako）

### 目競
- 原題：
- 《姑獲鳥之夏》之後所有作品的外傳（新發表）

- 登場人物：榎木津 禮二郎（Enokizu Reijirou）

## 外部連結
- （日語）http://books.bunshun.jp/ud/book/num/9784167902735 （页面存档备份，存于）
- （日語）http://bunshun.jp/pick-up/hyakkiyako/about/index.html （页面存档备份，存于）